# Stephanie Rupprecht
Stephanie Rupprecht, geborene Stephanie Gaede (* 24. Oktober 1977 in Freiburg), ist eine deutsche Juristin und Autorin.

## Leben und Wirken
Stephanie Rupprecht wuchs in Balingen (Zollernalbkreis) auf. Ihr Vater war der Rechtsanwalt Roland Gaede. Nach dem Abitur am Gymnasium Balingen, bei dem sie mit dem Scheffelpreis 1997 ausgezeichnet wurde, studierte sie Jura in Marburg, Aberdeen (UK) und Köln. Nach dem Referendariat beim OLG Bremen arbeitete sie von 2006 bis 2008 als wissenschaftliche Mitarbeiterin an der Universität Osnabrück am Lehrstuhl für Bürgerliches Recht und Zivilprozessrecht bei Ulrich Foerste und von 2010 bis 2013 am Lehrstuhl für Öffentliches Recht, Europarecht, Völkerrecht und Rechtsvergleichung bei Oliver Dörr, wo sie unter anderem an der Redaktion des Konkordanzkommentars zum europäischen und deutschen Grundrechtsschutz, einem Standardwerk auf dem Gebiet des EU-Rechts in der nationalen Anwendung und Umsetzung, maßgeblich mitwirkte und bei dem Werk Staatshaftungsrecht in Europa – Nationales und Unionsrecht.als Übersetzerin tätig war.
2013 promovierte sie mit der Dissertation „Zwangsvollstreckung in Altersvorsorgeansprüche“ an der Universität Osnabrück. Die Dissertation fand auf Grund der Alleinstellung des Themas und sehr hoher Praxisrelevanz Berücksichtigung in mehreren bundesgerichtlichen Entscheidungen und prägte diese dementsprechend mit. Ferner wurde sie darüber hinaus zu einem anerkannten Werk in Bezug auf die Forderungspfändung der Lebensversicherung und führte zu der Anschlussveröffentlichung „Sind Riester und Rürup pfändbar?“, bevor es eine wegweisende Entscheidung der oberen Gerichte in diesem Bereich gab.
Seit 2013 steht sie an der Universität Osnabrück dem Prüfungsamt des Fachbereichs Rechtswissenschaften vor und engagiert sich zudem seit 2019 als Prüferin beim Landesjustizprüfungsamt Niedersachsen.
Seit 2020 ist Rupprecht zugleich regelmäßig als Dozentin für Animal Law an Universitäten im In- und Ausland tätig. und wirkt im Rahmen von Peer Review beim Global Journal of Animal Law (GJAL) mit.

## Veröffentlichungen (Auszug)
- „Promotion, Exploitation and Use of Renewable Energy Sources in Germany with particular regard to the German Alps territory“, veröffentlicht in italienischer Übersetzung als „Discipline delle energie rinnovabilie in Germania - Promozione, Sfruttamento ed utilizzo delle fonti di energia rinnovabili in Germania, con particolare riferimento al territorio alpino tedesco“ in: Cortese et al. (Hrsg.), La regolamentazione della produzione di energie rinnovabili nell prospettiva dello sviluppo sostenibile. Sistemi giuridici comparati, dal ivello sovrastatale al locale., Cedam, Padua, 2012, S. 289–313.[21]
- Zwangsvollstreckung in Altersvorsorgeansprüche (zugl. Diss.), Verlag Versicherungswirtschaft, 2014.[5]
- „Sind Riester und Rürup pfändbar?“ in Versicherungsvertrieb 2014, S. 35
- Anmerkung zu: Härtel (Hrsg.): Wege der Ernährungswirtschaft – global, regional, europäisch, 1. Aufl. 2017, in Deutsches Verwaltungsblatt (DVBl.) 2018, S. 638–639.[22]
- Anmerkung zu: Morgenroth: Hochschulstudienrecht und Hochschulprüfungsrecht. 1. Aufl. 2017, in DVBl. 2018, S. 1062.[23]
- Anmerkung zu: Kloepfer/Kluge (Hrsg.): Die tierschutzrechtliche Verbandsklage, 1. Aufl. 2017, in DVBl. 2019, S. 652.[24]
- Anmerkung zu: Morgenroth, Hochschulstudienrecht und Hochschulprüfungsrecht, 3. Aufl. 2021, in Niedersächsische Verwaltungsblätter (NdsVBl.) 2022, S. 353–354[25]
- Anmerkung zu: Fischer/Jeremias/Dieterich: Prüfungsrecht, 8. Aufl. 2022, in: NdsVBl. 2022, S. 359–360[26]
- Anmerkung zu: Buelte/Felde/Maisack, Reform des Tierschutzgesetzes, 2022, in: DVBl. 2023, S. 657–658[27]
- Anmerkung zu: Hirt/Maisack/Moritz/Felde, Tierschutzgesetz, Kommentar, 4. Aufl. 2023, in NdsVBl. 2024, S. 197–198[28]
- "Problems concerning effective animal welfare legislation using the example of the ban on killing day-old chicks in Germany", Beitrag für die International Scientific and Practical Conference "Problems of Reforming Natural Resource Legislation" an der Eurasischen Nationalen Universität Astana, Kasachstan, am 25. April 2024, veröffentlicht im Tagungsband, S. 26–32
- Anmerkung zu: Andresen, Tierschutz contra gewerbliche Tiernutzung - Kommerzielle Nutzung von Tieren außerhalb der Landwirtschaft, Duncker & Humblot 2023, in NdsVBl. 2024, S. 235–236[29]

## Belege
1. ↑  EMRK/GG: Konkordanzkommentar zum europäischen und deutschen Grundrechtsschutz. Abgerufen am 7. August 2018.
2. ↑  Website des deutschen Bundestages. Abgerufen am 7. August 2018.
3. ↑  OLG Köln, Beschluss vom 12.11.2010 - 2 Wx 165/10. Abgerufen am 7. August 2018.
4. ↑  Staatshaftung in Europa. 12. Januar 2013, doi:10.1515/9783110246018 (degruyter.com [abgerufen am 7. August 2018]).
5. 1 2  Stephanie Rupprecht: Zwangsvollstreckung in Altersvorsorgeansprüche. VVW, abgerufen am 20. Mai 2019.
6. ↑  Rechtswissenschaftliche Dissertationen der Uni Osnabrück im Wintersemester 2013/14. Abgerufen am 1. August 2018.
7. ↑  Urteil des IX. Zivilsenats vom 16.11.2017 - IX ZR 21/17 -. Abgerufen am 7. August 2018.
8. ↑  Urteil des BGH vom 22.07.2015 - IV ZR 223/15. Abgerufen am 7. August 2018.
9. ↑  Urteil des BGH vom 16.11.2017 - IX ZR 21/17. Abgerufen am 7. August 2018.
10. ↑  Copyright Haufe-Lexware GmbH & Co. KG - all rights reserved: § 8 ABC der Forderungspfändung / Lebensversicherung | Deutsches Anwalt Office Premium | ... In: Haufe.de News und Fachwissen. (haufe.de [abgerufen am 7. August 2018]).
11. ↑  Riester und Rürup pfändbar? In: Versicherungsvertrieb. 2014, S. 35.
12. ↑  VALUE. Das Beratermagazin ehemals"Versicherungsvertrieb" Ausgabe 6/2014 vom 15.12.14 | VVW GmbH. Ehemals im Original (nicht mehr online verfügbar); abgerufen am 7. August 2018. (Seite nicht mehr abrufbar. Suche in Webarchiven)
13. ↑  OPS Netzwerk GmbH: Bundesgerichtshof: Riesterverträge sind unpfändbar – oder teilweise bis ganz pfändbar. Abgerufen am 7. August 2018 (deutsch).
14. ↑  VVW GmbH. Ehemals im Original (nicht mehr online verfügbar); abgerufen am 1. August 2018. (Seite nicht mehr abrufbar. Suche in Webarchiven)
15. ↑  University of Turku. Abgerufen am 25. November 2020.
16. ↑  University of Turku. Abgerufen am 9. November 2022.
17. ↑  Universität Osnabrück. Abgerufen am 23. Mai 2024.
18. ↑  University of Turku. Abgerufen am 23. Mai 2024.
19. ↑  Global Journal of Animal Law. Abgerufen am 17. November 2022.
20. ↑    - Offizielle Bestätigung der Mitarbeit
21. ↑  La regolamentazione della produzione di energie rinnovabili nella prospettiva dello sviluppo sostenibile : sistemi giuridici comparati, dal livello sovrastatale al locale / a cura di Fulvio Cortese, Flavio Guella e Gianfranco Postal. Abgerufen am 1. August 2018 (italienisch).
22. ↑  Deutsches Verwaltungsblatt (DVBl) 2018, 638 – 639. Abgerufen am 10. November 2022.
23. ↑  Deutsches Verwaltungsblatt. De Gruyter, abgerufen am 17. Juni 2020.
24. ↑  Duncker & Humblot. Abgerufen am 25. November 2020.
25. ↑  NdsVBl 06/2022. Abgerufen am 9. November 2022.
26. ↑  DVBl 11/2022. Abgerufen am 9. November 2022.
27. ↑  Nomos Verlag. Abgerufen am 23. Mai 2024.
28. ↑  NdsVBl 06/2024. Abgerufen am 23. Mai 2024.
29. ↑  NdsVBl 08/2024. Abgerufen am 24. Juli 2024.

| Personendaten    | Personendaten                  |
| ---------------- | ------------------------------ |
| NAME             | Rupprecht, Stephanie           |
| ALTERNATIVNAMEN  | Gaede, Stephanie (Geburtsname) |
| KURZBESCHREIBUNG | deutsche Juristin und Autorin  |
| GEBURTSDATUM     | 24. Oktober 1977               |
| GEBURTSORT       | Freiburg                       |